# Tibiri (Maradi)
Tibiri è un comune urbano del Niger facente parte del dipartimento di Guidan Roumdji nella regione di Maradi.